# Brána usedlosti ve Chvalech
Brána usedlosti ve Chvalech v Horních Počernicích v Praze se nachází v ulici Stoliňská u základní školy. Je chráněna jako nemovitá kulturní památka České republiky.

## Historie
Brána pochází pravděpodobně z počátku 19. století. Statek, ke kterému patřila, byl po roce 1988 zbořen a na pozemku postavena budova základní školy.

## Popis
Brána s půlkruhovým vjezdem má kamenné ostění. Po stranách jsou omítkové pilastry s jednoduchými čabrakovými hlavicemi. Tyto hlavice nesou prohnutou profilovanou římsu krytou zbytky prejzů. Na vrcholu římsy byla ozdoba - váza nebo čučka. Pod segmentovým prohnutím brány je drobná prázdná nika.